# Okręg Tours
Okręg Tours (fr. Arrondissement de Tours) – okręg w środkowej Francji, w departamencie Indre i Loara. Populacja wynosi 449 tysięcy.

## Podział administracyjny
W skład okręgu wchodzą następujące kantony:
- Amboise,
- Ballan-Miré,
- Bléré,
- Chambray-lès-Tours,
- Château-la-Vallière,
- Château-Renault,
- Joué-lès-Tours-Nord,
- Joué-lès-Tours-Sud,
- Luynes,
- Montbazon,
- Montlouis-sur-Loire,
- Neuillé-Pont-Pierre,
- Neuvy-le-Roi,
- Saint-Avertin,
- Saint-Cyr-sur-Loire,
- Saint-Pierre-des-Corps,
- Tours-Centre,
- Tours-Est,
- Tours-Nord-Est,
- Tours-Nord-Ouest,
- Tours-Ouest,
- Tours-Sud
- Tours-Val-du-Cher,
- Vouvray.